# فرانك جوكس بيبلو
كان فرانك جوكس بيبلو (حوالي 1872 - 10 أكتوبر 1935)، أمين مكتبة مقاطعة ديبتفورد، وجامع طوابع، ونال ميدالية كروفورد من الجمعية الملكية لهواة جمع الطوابع في لندن عام 1927 عن عملهِ "طوابع بريد بوينس آيرس". ووقّع على قائمة هواة جمع الطوابع المتميزين عام 1933.

## الأرجنتين واليابان
كان بيبلو خبيرًا في طوابع الأرجنتين واليابان. بالتعاون مع ليونيل فولشر، طبع أول إصدارين من طوابع اليابان، ونشر النتائج في كتاب "طوابع اليابان 1871-1876" (1910). اشترى مقتنيات مهمة من اليابان في مبيعات فيراري ودوفين، وفاز بجائزة السعفة الذهبية عن طوابعه اليابانية في معرض نيويورك عام 1926. ثم استحوذت عليه لاحقًا أ. م. تريسي وودوارد.

## تنظيم هواية الطوابع
في مجال جمع الطوابع المنظم، كان بيبلو السكرتير الفخري وأمين الصندوق لجمعية الأدب الطوابعي وعضو مجلس الجمعية الملكية لهواة جمع الطوابع في لندن من عام 1910 إلى عام 1922. مع ليونيل فولشر، قام بتحرير سجل الطوابع، وهي الوظيفة التي تولوها من دبليو دي بيكتون.

## خارج هواية الطوابع
جمع بيبلو التحف اليابانية، بما في ذلك النتسوكه، والأعمال المعدنية، والسيوف المزخرفة.

## وفاته
توفي في 10 أكتوبر 1935، وترك خلفه شقيقتين. لم يكن متزوجًا. أقيمت جنازته في كنيسة جميع القديسين، بلاكهيث، في 14 أكتوبر 1935.

## من مؤلفاته المنشورة
- Plates of the Stamps of Japan 1871-76. London: F.J. Peplow, 1910. (Privately printed - 25 copies.)
- The Postage Stamps of Buenos Aires. London: F.J. Peplow, 1925. (Privately printed - 100 copies.)
- Proofs of the Rivadavia Stamps of the Argentine Republic, 5 centavos plate C, 10 centavos plate B, 15 centavos plate B. London: Perkins Bacon, 1925. (Limited to 50 copies.)
- "The Plates of the Stamps of Hong Kong 1862-91." in Gibbons Stamp Monthly, February 1935.